# Domenico Barbaja
Domenico Barbaja (vagy Barbaia; Milánó, 1777. augusztus 10. – Posillipo, 1841. október 16.) olasz impresszárió.

## Életútja
Üzleti karrierje Milánóban kezdődött, ahol egy kávéházat működtetett. Vagyonát különleges, habzó tejjel vegyített kávéja sikerének köszönhette, amelyet a helyi „legendák” az első cappuccinóként tartanak számon. A napóleoni háborúk idején fegyverkereskedelemmel is foglalkozott. 1809-ben átvette a nápolyi Teatro di San Carlo vezetését. 1821-ben a nápolyi mellett elvállalta két bécsi színház (Kärntnertortheater és Theater an der Wien) vezetését is, majd 1826-ban a milánói Teatro alla Scalát is. Az ő vezetése alatt vált világhírűvé úgy a nápolyi, mint a milánói operaház. Korának nagy zeneszerzőit (Gioachino Rossini, Gaetano Donizetti, Vincenzo Bellini és Carl Maria von Weber) és énekeseit (Giovanni David, Andrea Nozzari, Michele Benedetti, Isabella Colbran) szerződtette. Szerelmi kapcsolata volt a spanyol operaénekesnővel, Isabella Angela Colbrannal, akit szülőhazájában Isabel Colbrandt néven ismertek, és aki később Rossini miatt hagyta el.